# José De La Torre
José De La Torre (né le 17 octobre 1985 à San Juan, Porto Rico) est un lanceur de relève droitier des Ligues majeures de baseball qui a joué avec les Red Sox de Boston en 2013.

## Carrière
José De La Torre signe son premier contrat professionnel en 2004 avec les Brewers de Milwaukee mais est libéré de son contrat quelques mois plus tard. Il amorce sa carrière en ligues mineures en 2006 dans l'organisation des Mets de New York, où il joue jusqu'en 2011. Il rate toute la saison 2008 après une opération. Devenu agent libre, il rejoint les Indians de Cleveland en 2012 mais est échangé aux Red Sox de Boston le 24 juin de cette année-là contre Brent Lillibridge.
De La Torre remporte la médaille d'argent avec l'équipe de Porto Rico à la Classique mondiale de baseball 2013.
Profitant d'une blessure au lanceur Joel Hanrahan pour obtenir à 27 ans sa première chance dans le baseball majeur, De La Torre débute avec les Red Sox le 12 mai 2013.